# Gai Cassi Longí (governador)
Gai Cassi Longí (llatí: Caius Cassius Longinus) va ser un jurista i governador romà. Formava part de la gens Càssia, una antiga família romana d'origen patrici i després plebeu.
La seva mare era filla de Tuberó el jurista i neta del també jurista Servi Sulpici. L'any 44 Cai Cassi va ser nomenat governador de Síria per l'emperador Claudi i va impulsar la reclamació del tron de Pàrtia pel príncep Meherdates. Va mantenir les tropes ben entrenades i disciplinades per fer honor al prestigi que tenia la seva família a la província. L'any 50 va retornar a Roma i va ser considerat un dels dirigents de l'estat amb gran influència per la seva integritat i la seva fortuna. Es va fer sospitós a l'emperador Neró que el va acusar de tenir una estàtua d'un dels seus ancestres, Gai Cassi Longí, assassí de Cèsar i va demanar al senat que fos desterrat (any 66) cosa que el senat va fer. Va ser enviat a l'illa de Sardenya. Vespasià el va fer cridar un temps després. Va escriure deu llibres sobre lleis civils (Libri Juris Civilis), i comentaris sobre Vitel·li i Urseu Ferox. Era partidari de l'escola de Masuri Sabí i Ateu Capitó i als seus principis els va donar forma més científica. Els seus seguidors van ser coneguts com a cassians. Suetoni diu que en el moment del seu desterrament s'havia quedat cec.
Estava casat amb Júnia Lèpida i van acollir i es van afillar a Luci Juni Torquat Silà, nebot de la seva dona, que havia quedat orfe.